# Lasówka kasztanowata
Lasówka kasztanowata (Setophaga castanea) – gatunek małego, wędrownego ptaka z rodziny lasówek (Parulidae). Monotypowy (nie wyróżnia się podgatunków).

## Morfologia
Długość ciała 12,5–15 cm. Rozpiętość skrzydeł 20–22 cm. Masa ciała 10–17 g.
Kasztanowate ciemię, maska czarna, płowa plama na szyi; gardło, górna część piersi oraz boki są kasztanowate. Wierzch ciała zielonkawoszary, w czarne kreski. Na skrzydłach widoczne 2 białe paski; biel również występuje na skrajnych sterówkach. Dolna część piersi, brzuch oraz pokrywy podogonowe płowe. Samica jest podobna do samca, jednak plamy kasztanowate są mniejsze i bledsze, a płowa plama na szyi jest niewyraźna. Młode ptaki i dorosłe na jesień zmieniają ubarwienie piór na wierzchu ciała na szare z ciemnymi kreskami; od spodu są płowe; na bokach ślady kasztanowatej barwy, nogi ciemne.

## Zasięg, środowisko
Borealne lasy iglaste Ameryki Północnej (południowa i południowo-wschodnia Kanada, północno-wschodnie USA). Zimę spędza w Ameryce Centralnej i północno-zachodniej części Ameryki Południowej, w wilgotnych lasach nizinnych, zarówno pierwotnych, jak i wtórnych.

## Status
IUCN uznaje lasówkę kasztanowatą za gatunek najmniejszej troski (LC, Least Concern) nieprzerwanie od 1988 (stan w 2020). Organizacja Partners in Flight szacuje liczebność populacji na 9,9 milionów dorosłych osobników. Trend liczebności populacji jest lekko spadkowy.